# Fritz Geißler (Komponist)
Fritz Geißler (* 16. September 1921 in Wurzen; † 11. Januar 1984 in Bad Saarow) war ein deutscher Komponist und Bratschist. Als Komponist von 11 Sinfonien gilt er als einer der bedeutendsten Sinfoniker der DDR.

## Leben
Fritz Geißler stammte aus bescheidenen Verhältnissen, der Vater war Maurer. Er erhielt früh Geigenunterricht und trat nach abgebrochener Lehre als Musiker in Leipziger Kaffeehäusern auf.
Im Jahr 1940 wurde er zum Kriegsdienst in der Wehrmacht eingezogen. Er war bei einem Luftwaffen-Musikkorps auf Guernsey stationiert. 1945 geriet er in englische Kriegsgefangenschaft, wo er sich als Geiger hervortat.
1948 wurde er entlassen und studierte bis 1950 Komposition und Viola bei Max Dehnert, Arnold Matz und Wilhelm Weismann an der Leipziger Musikhochschule. Nach einer Tätigkeit als Bratscher am Landessinfonieorchester Gotha studierte er erneut Komposition bei Boris Blacher und Hermann Wunsch an der Hochschule für Musik Berlin-Charlottenburg.
Von 1954 bis 1978 war Geißler Dozent an der Universität Leipzig und später Professor für Komposition an den Musikhochschulen Leipzig und Dresden. Zu seinen Schülern gehören Peter Herrmann, Wilfried Krätzschmar, Reinhard Pfundt, Johannes Reiche, Thomas Reuter, Friedrich Schenker, Karl Ottomar Treibmann, Lothar Voigtländer und Günther Witschurke.
Er war von 1956 bis 1968 Vorsitzender des Komponistenverbandes in Leipzig und von 1972 bis 1984 Vizepräsident des Verbandes der Komponisten und Musikwissenschaftler der DDR sowie Mitglied der Akademie der Künste der DDR.
Er vertonte von Armin Müller dessen 1975 erschienene Kantate Die Glocke von Buchenwald anlässlich des 30. Jahrestages der Befreiung.
Seit 1980 lebte er in Bad Saarow.

## Auszeichnungen
- Kunstpreis der Stadt Leipzig (1960)
- Kunstpreis der DDR (1963)
- Nationalpreis der DDR III. Klasse für Kunst und Literatur (1970)
- Kunstpreis des FDGB (1973)
- Kunstpreis des FDGB (1980)

## Werk
Der Nachlass des Komponisten beläuft sich auf ca. 140 Werke: 11 Sinfonien, Solokonzerte für Flöte, Violine, Cello, Klavier und Orgel, 4 Opern Der Schatten (Leipzig 1975), Der verrückte Jourdain (Rostock 1973), Der zerbrochene Krug, nach Kleist (Leipzig 1971) und Das Chagrinleder, Ballette, Oratorien, Kantaten und Kammermusik.

## Zitate
„Schöpferisch, produktiv und vielseitig sorgte der Komponist mit seinen elf unkonventionellen Sinfonien, reizvoller Kammermusik und einer provokanten Ästhetik regelmäßig für fruchtbare Auseinandersetzungen und Innovationsschübe im Musikschaffen der DDR.“